# Hypercompe flavopunctata
Hypercompe flavopunctata là một loài bướm đêm thuộc phân họ Arctiinae, họ Erebidae.